# Mangelia brusinae
Mangelia brusinae é uma espécie de gastrópode do gênero Mangelia, pertencente a família Mangeliidae.